# Mỏ San José
Mỏ San José (tiếng Tây Ban Nha: Mina San José) là một mỏ đồng-vàng nhỏ nằm ở gần Copiapó, Atacama Region, Chile. Mỏ này được biết đến nhiều nhờ sự kiện tai nạn tại đây năm 2010 làm mắc kẹt 33 thợ mỏ ở độ sâu 700 mét (2.300 ft).

## Lịch sử
Mỏ San José nằm về phía Tây Bắc Copiapó khoảng 45 km. Nó bắt đầu được khai thác từ năm 1889. Vào năm 1957, Jorge Kemeny Letay, một người nhập cư Hunggary đã thành lập Công ty khai thác mỏ San Esteban.
Theo hồ sơ lưu trữ Terra, doanh thu của mỏ này là hơn 20 triệu đôla Mỹ.
Từ năm 2003 đến 2010, một số vụ tai nạn mỏ đã xảy ra ở đây và làm ít nhất 3 người chết. Năm 2007 mỏ đã bị đóng cửa sau khi một nhà địa chất chết tại đây. Đến tháng 5 năm 2008, nó được mở cửa lại SERNAGEOMIN - Servicio Nacional de Geología y Minería (National Geology and Mining Service). Vào tháng 7 năm 2010, thợ mỏ Gino Cortés đã mất 1 chân sau 1 vụ tai nạn ở đây.

### Tai nạn 2010
Compañía Minera San Esteban (tiếng Anh: San Esteban Mining Company) báo cáo lên chính quyền vụ sụp hầm mỏ ngày 5 tháng 8 năm 2010 vào 14:00 giờ địa phương, cuộc tìm kiếm và cứu hộ bắt đầu 1 ngày sau đó. National Emergencies Office of Chile báo cáo có 33 thợ mỏ bị mắc kẹt, trong đó bao gồm Franklin Lobos là 1 cựu cầu thủ bóng đá, và Carlos Mamani - một công dân Bolivia. Các thợ mỏ được tìm thấy 17 ngày sau đó, vào ngày 22 tháng 8. Tuy nhiên phải sau 69 ngày bị mắc kẹt các thợ mỏ mới được giải cứu thành công, đánh dấu bằng việc thợ mỏ đầu tiên tên Florencio Ávalos được đưa tên mặt đất thành công.
Công ty khai thác mỏ San Esteban đang được xem xét phá sản khi các thợ mỏ được giải cứu thành công. Mỏ San José chỉ thuộc sở hữu duy nhất của San Esteban. Tổng thống Chile Sebastián Piñera phát biểu ngày 12 tháng 10 "mỏ tiếp tục bị đóng cửa cho đến khi các biện pháp an ninh để bảo vệ chân giá trị và cuộc sống của người lao động được thực hiện."